# Eulasia analis
Eulasia analis är en skalbaggsart som beskrevs av Semyon Martynovich Solsky 1876. Eulasia analis ingår i släktet Eulasia och familjen Glaphyridae. Inga underarter finns listade i Catalogue of Life.